# Чеквелп 26
Чеквелп 26 (англ. Chekwelp 26) — індіанська резервація в Канаді, у провінції Британська Колумбія, у межах регіонального округу Саншайн-Коаст.

## Населення
За даними перепису 2016 року, індіанська резервація не ма постійного населення.

## Клімат
Середня річна температура становить 9,4°C, середня максимальна – 19,8°C, а середня мінімальна – -2°C. Середня річна кількість опадів – 1 526 мм.
| Клімат поселення                              | Клімат поселення | Клімат поселення | Клімат поселення | Клімат поселення | Клімат поселення | Клімат поселення | Клімат поселення | Клімат поселення | Клімат поселення | Клімат поселення | Клімат поселення | Клімат поселення | Клімат поселення |
| Показник                                      | Січ.             | Лют.             | Бер.             | Квіт.            | Трав.            | Черв.            | Лип.             | Серп.            | Вер.             | Жовт.            | Лист.            | Груд.            |                  |
| Середній максимум, °C                         | 7,21             | 8,60             | 10,37            | 12,93            | 16,16            | 18,92            | 19,46            | 19,78            | 16,89            | 12,58            | 8,27             | 5,52             |                  |
| Середня температура, °C                       | 2,60             | 4,02             | 5,78             | 8,33             | 11,55            | 14,33            | 16,73            | 17,08            | 14,18            | 9,87             | 5,55             | 2,79             |                  |
| Середній мінімум, °C                          | −2               | −0,59            | 1,18             | 3,73             | 6,95             | 9,73             | 14,01            | 14,36            | 11,46            | 7,15             | 2,84             | 0,08             |                  |
| Норма опадів, мм                              | 210              | 136              | 141              | 111              | 89               | 71               | 44               | 48               | 62               | 164              | 244              | 206              |                  |
| Середньомісячна швидкість вітру, м/с          | 3.39             | 3.28             | 3.37             | 3.24             | 3.09             | 3.09             | 2.96             | 2.73             | 2.54             | 2.86             | 3.42             | 3.52             |                  |
| Середньомісячна сонячна радіація, кДж/м²·день | 2984             | 5809             | 9931             | 15110            | 18897            | 20269            | 21360            | 18221            | 13019            | 7046             | 3470             | 2387             |                  |
| --------------------------------------------- | ---------------- | ---------------- | ---------------- | ---------------- | ---------------- | ---------------- | ---------------- | ---------------- | ---------------- | ---------------- | ---------------- | ---------------- | ---------------- |
| Джерело:                                      |                  |                  |                  |                  |                  |                  |                  |                  |                  |                  |                  |                  |                  |